# Карбонілювання
Карбонілювання (англ. carbonylation) — приєднання оксиду вуглецю до органічних сполук з ацетиленовими або етиленовими зв'язками або ж інсерція оксиду вуглецю у простий зв'язок карбон−елемент, а також заміщення Н або інших груп на –СО–.
R–Hlg —Fe(CO)5→ RCOHlg